# Robin Hood (film, 1912)
Pour les articles homonymes, voir Robin Hood.
Pour plus de détails, voir Fiche technique et Distribution.
Robin des Bois (Robin Hood) est un film américain réalisé par Étienne Arnaud et Herbert Blaché, et sorti en 1912.
Il a été restauré en 2006.

## Fiche technique

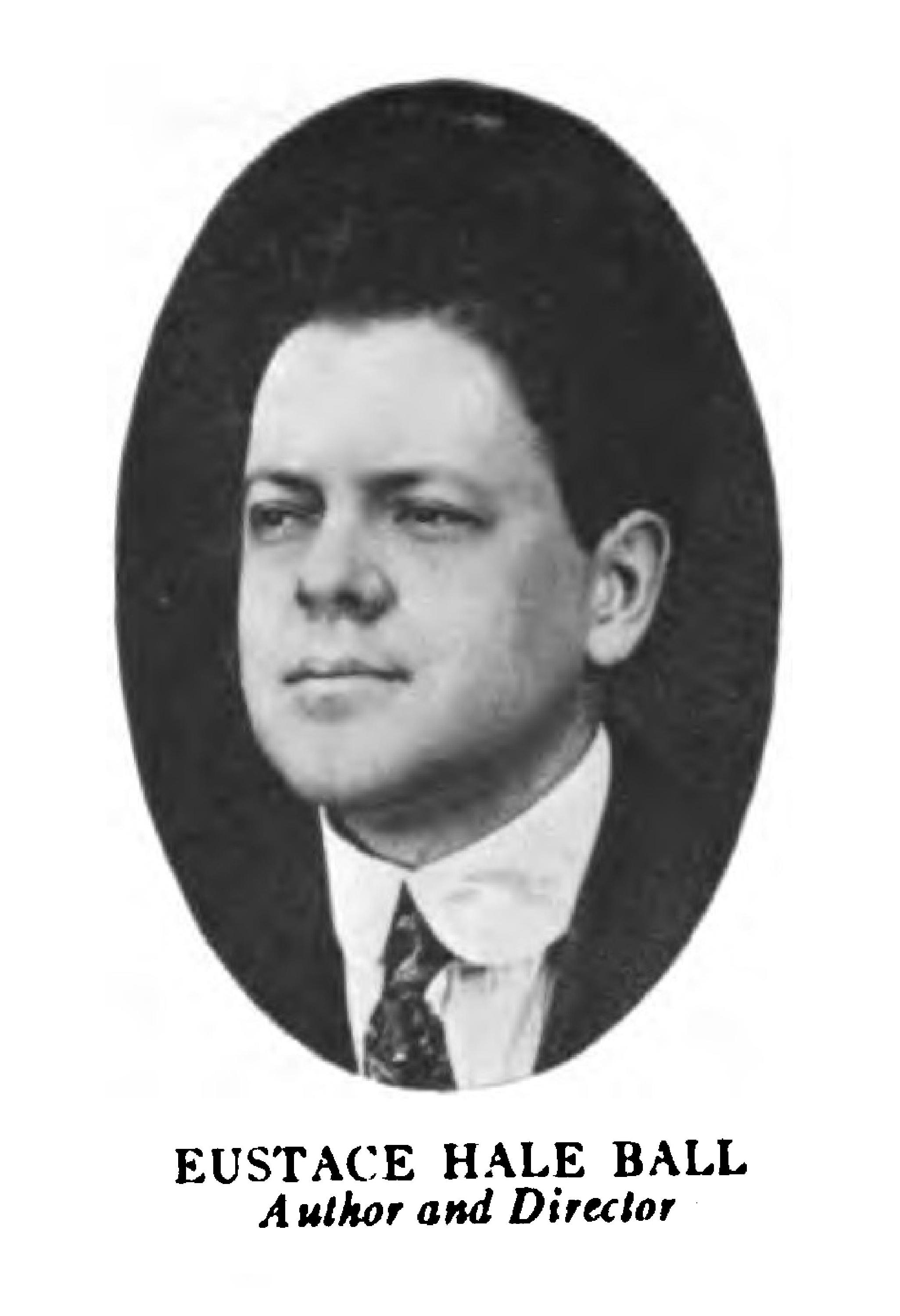
Le scénariste du film

- Réalisation : Étienne Arnaud et Herbert Blaché
- Scénario : Eustace Hale Ball
- Production : Laboratoires Éclair
- Lieu de tournage :  Solax Studio, Fort Lee, New Jersey
- Durée : 30 minutes
- Date de sortie : 22 août 1912 ( États-Unis)

## Distribution
- Robert Frazer : Robin des Bois
- Barbara Tennant : Marianne
- Alec B. Francis : Shérif de Nottingham
- Julia Stuart
- Mathilde Baring
- Isabel Lamon : Fennel
- Muriel Ostriche : Christabel
- M. E. Hannefy : Frère Tuck
- Guy Oliver : Much
- George Larkin : Allan A'Dayle
- Charles Hundt : Will Scarlet
- John Troyano : Alan
- Arthur Hollingsworth : Richard Cœur de Lion
- Lamar Johnstone (en) : Guy de Gisbourne
- John G. Adolfi : Thomas Merwin